# Vulpia ciliata
Vulpia ciliata là một loài thực vật có hoa trong họ Hòa thảo. Loài này được Dumort. miêu tả khoa học đầu tiên năm 1824.